# 敖德薩考古學博物館

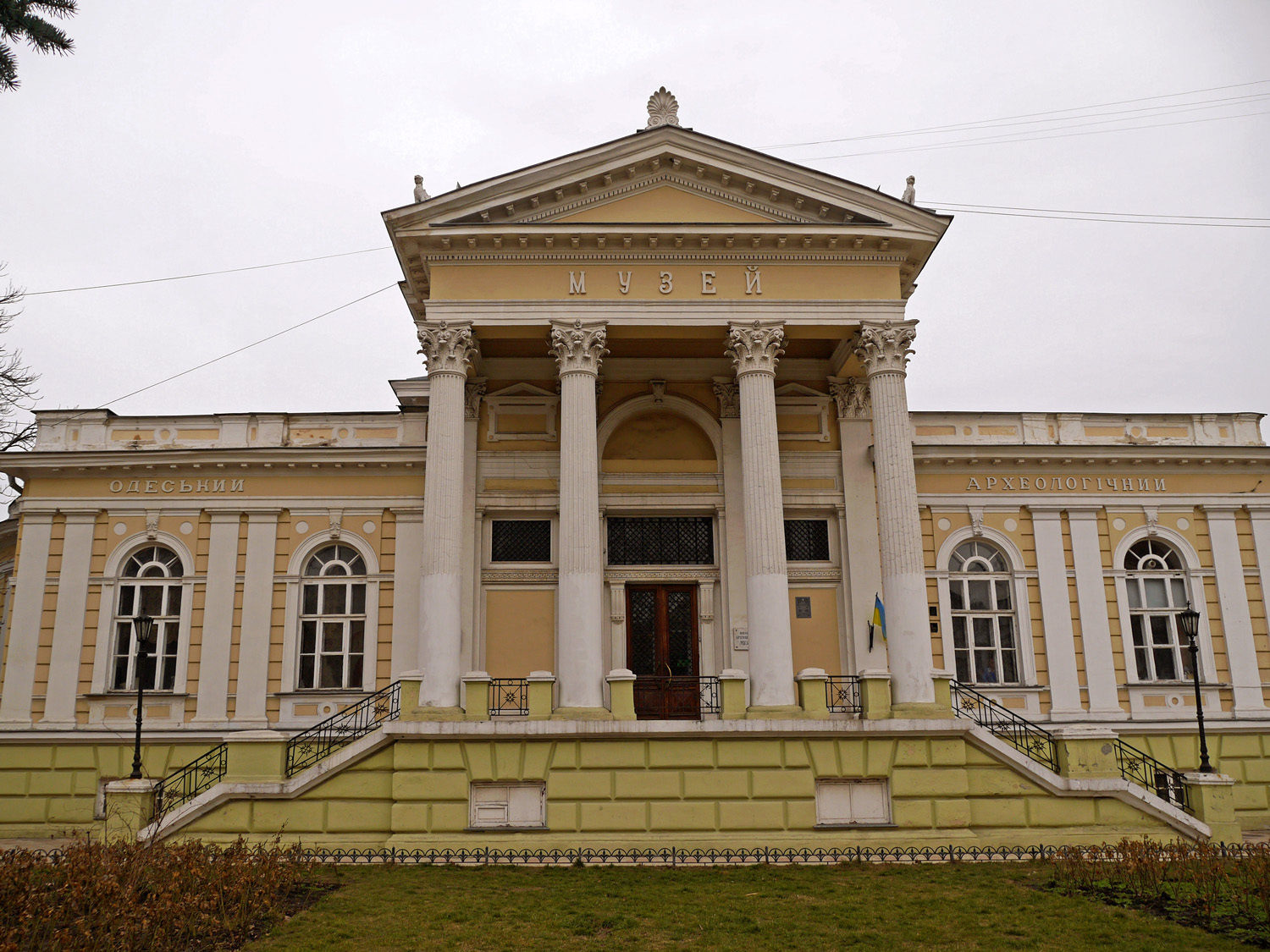

敖德薩考古學博物館（烏克蘭語：Одеський археологічний музей）是烏克蘭歷史最悠久的考古學博物館之一。

## 历史
敖德薩考古學博物館創建於1825年，現在的博物館建築竣工於1883年。自1997年開始，敖德薩考古學博物館不僅是一座博物館，也是北黑海地區的考古學研究機構。博物館擁有超過16萬件藏品，展示收藏黑海北部地區的考古發掘成果。

## 外部連結
- Odessa Archeological Museum - official website （页面存档备份，存于）
- Ukraine Travel Guide （页面存档备份，存于）